# Magnus Larsson
Magnus Theodor Torpp Larsson (født 14. maj 1992) er en dansk dirigent, organist, komponist og radiovært.

## Biografi
Magnus Larsson er født i 1992 i København, Danmark. Han er uddannet dirigent fra konservatorierne i Stockholm og København. Han er også uddannet organist fra Sjællands Kirkemusikskole i Roskilde. Han er siden 2024 bosat i Berlin.

## Uddannelse
Magnus Larsson har en bachelor- og masteruddannelse i orkesterdirektion fra Kungliga Musikhögskolan i Stockholm (2014-2019), hvor han studerede under B Tommy Andersson og Fredrik Malmberg. Samtidig med sin masteruddannelse studerede han i Solistklassen på Det Kongelige Danske Musikkonservatorium i København, og færdiggjorde, som den første danske orkesterdirigent uddannet fra et dansk konservatorium i 10 år, sin uddannelse i orkesterdirektion under Giordano Bellincampi og Michael Schønwandt i 2021, hvor han debuterede med Aalborg Symfoniorkester. Han er også uddannet organist i 2014 fra Sjællands Kirkemusikskole og har desuden en kortvarig baggrund i musikvidenskab fra Københavns Universitet fra 2011 til 2012.

## Dirigentkarriere
Magnus Larsson har en bred og varieret karriere som dirigent. Han har stået i spidsen for flere af de førende orkestre i Danmark, herunder Det Kgl Kapel, DR Symfoniorkestret, Odense Symfoniorkester, Aalborg Symfoniorkester, Aarhus Symfoniorkester, Sønderjyllands Symfoniorkester og Copenhagen Phil, samt flere militærorkestrer, herunder Den Kongelig Livgarde. Han har også dirigeret internationale orkestrer som Gävle Symfoniorkester, Dalasinfoniettan og North Czech Philharmonic Orchestra, samt på GöteborgsOperan, Malmö Opera, NorrlandsOperan og Wermland Opera i Sverige.
Han debuterede i 2021 på Det Kgl Teater i Carl Nielsen’s opera Maskarade, og har assisteret i flere produktioner samme sted.
I 2017 vandt han EMA First Prize i den internationale operadirigentkonkurrence i Prag, hvilket førte til engagementer i Tjekkiet og Tyskland. Larsson har også dirigeret ved festivaler som Rued Langgaard Festivalen i Ribe, Njord Festivalen i København samt Óperudagar i Reykjavik, hvor han har dirigeret en lang række værker af både klassiske og moderne komponister 

## Organist
Magnus Larsson har siden 2021 været tilknyttet Holmens Kirke i København som 2. organist. 
Holmens Kirke danner ramme om såvel gudstjenester som kirkelige handlinger og andre aktiviteter, koncerter, begivenheder i Kongehuset og Folketinget, og markeringen af forskellige nationale mærkedage. Musikalsk set har Holmens Kirke en rig tradition, hvor Magnus Larsson siden sin ansættelse har bidraget med både klassiske orgelværker og nye korkompositioner.

## Radiovært og formidling
Siden 2020 har Magnus Larsson været tilknyttet DR P2 som musikformidler. Han er vært på podcasten Operaguiden, hvor han præsenterer operaer på en tilgængelig og engagerende måde, samt på programmet Frokostkoncerten, hvor han præsenterer koncerter fra de internationale koncertscener i Europa.

## Priser og anerkendelser
Magnus Larsson har modtaget flere vigtige priser og legater. Han blev tildelt Léonie Sonnings Talentpris i 2020 og Carl Nielsen's Talentprisen i 2022. I 2021 modtog han også Statens Kunstfonds legat Den Unge Kunstneriske Elite, et karrierefremmende legat som tildeles markante unge kunstnere.